# بييترو دابانو

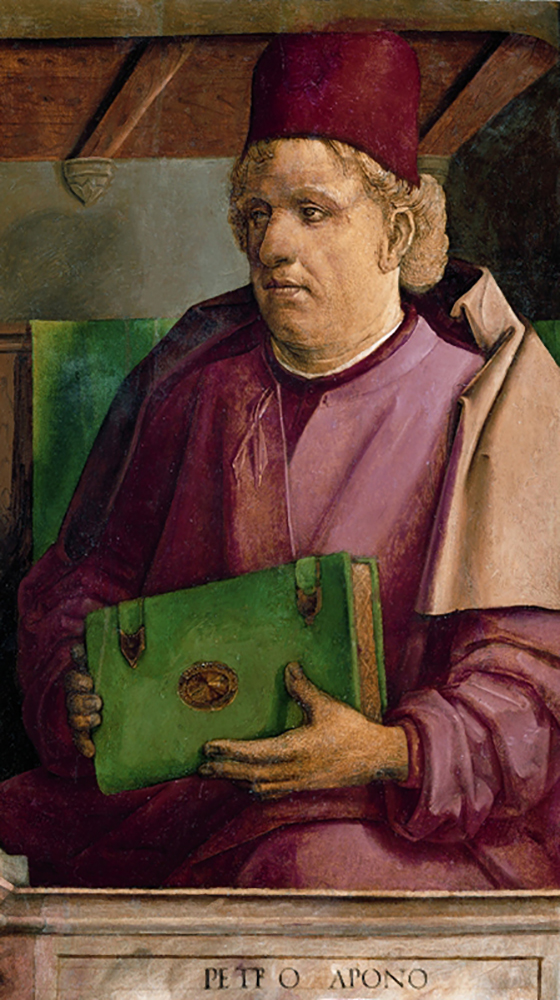
بييترو دابانو

Conciliator differentiarum philosophorum et precipue medicorum

بييترو دابانو (Pietro D'Abano) (مواليد أبانو عام 1257 - توفي في بادوفا عام 1315) درّس الطب والفلسفة والفلك في جامعة باريس ومنذ سنة 1306 في جامعة بادوفا ؛ يعتبر الممثل الأرسطية البادوفية الأول وهو تيار فلسفي يمثل غاليليو ذروته. صديقٌ لماركو بولو عاش طويلا في القسطنطينية لتعلـّم اليونانية دارساً للنسخ الأصلية لجالينوس وابن رشد وابن سينا. تحصل على شهرة واسعة بكتابه "Conciliator Differentiarum, quœ inter Philosophos et Medicos Versantur".
مؤلفه الشهير (تسوية الخلافات) بمثابة تفسير لآراء المدرستين العربية والإغريقية، أرخ نهضة مدرسة بادوفا بوصفها مركزا للجدل الطبى.
و ربما أوحى بييترو دابانو إلى جوتو دي بوندوني بالدائرة الفنية المعقدة التي تزين قصر الإقليم في بادوفا وفُقدت بحريق وأعيدت في سنة 1420 من بعض صغار الرسامين متبعين نفس الأسلوب، وتعد أحد أندر دوائر العصور الوسطى الفلكية التي وصلتنا.
مسرح Teatro Congressi في أبانو تيرمي أهدي له.
يوجد له تماثل ضمن التماثيل الثمانية والسبعين في ساحة براتو ديلا فالي في مدينة بادوفا.
اتهم في النهاية بالهرطقة والإلحاد، ومثل أمام محاكم التفتيش. توفي في السجن قبل نهاية محاكمته.